# (2099) Эпик
(2099) Эпик (эст. Öpik) — астероид, относящийся к группе астероидов пересекающих орбиту Марса, который принадлежит к тёмному спектральному классу C. Он был открыт 8 ноября 1977 года американским астрономом Элеанорой Хелин в Паломарской обсерватории и назван в честь эстонского астронома Эрнста Эпика. 

Орбита астероида Эпик и его положение в Солнечной системе
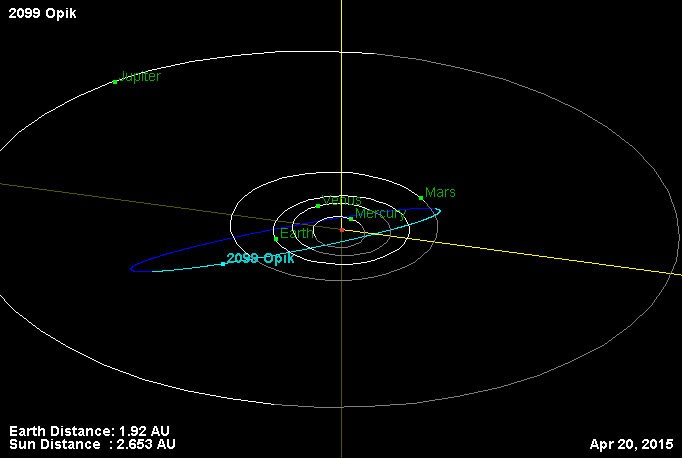
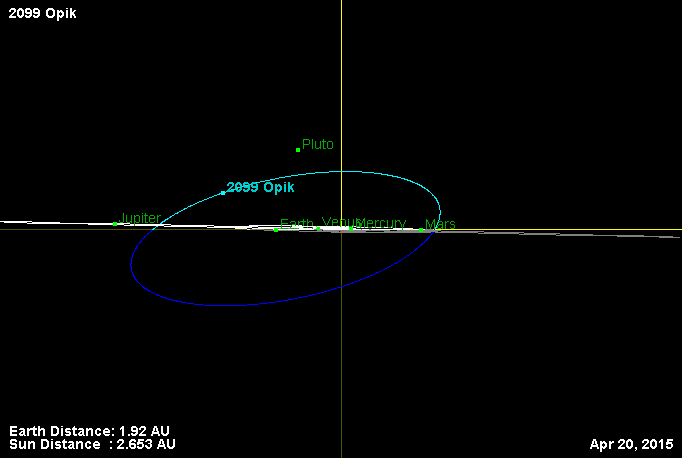